# Полосатый Кот и Ласточка Синья
«Полоса́тый Ко́т и Ла́сточка Синья́» (порт. O Gato Malhado e a Andorinha Sinhá) — произведение бразильского писателя Жоржи Амаду, созданное в 1948 году и впервые изданное в 1976 году. Первый перевод на русский язык Л. Бреверн был опубликован под названием «Исто́рия любви́ Полоса́того кота́ и сеньори́ты Ла́сточки» в 1980 году.

## История создания
Произведение было создано до начала работы над трилогией «Подполье свободы», к которой писатель приступил в Праге. В предисловии к первому изданию сказки, вышедшему в 1976 году в Бразилии на португальском языке и в Лондоне — на английском, Амаду описал обстоятельства её появления: «История любви Полосатого Кота и Ласточки Синьи́ я написал в 1948 году в Париже, где жил тогда с женой и сыном Жуаном Жоржи, когда ему исполнился 1 год». Это был подарок ко дню рождения сына, и Амаду надеялся, что когда он научится читать, то прочтёт книгу. Согласно эпиграфу, тема была заимствована у Эштевана да Эшкуна (Estêvão da Escuna), поэта из Баии. Писатель не думал издавать историю, и сказка надолго затерялась среди рукописей. В 1976 году в Бразилии Жуан Жоржи Амаду обнаружил текст сказки и впервые смог её прочитать. Тогда же вместе с Жуаном сочинение прочёл известный бразильский художник Карибэ (или Карибе — Hector Julio Páride Bernabó, 1911—1997), иллюстрировавший «Жубиаба», «Кум Огума», «Исчезновение святой» и «Каботажное плавание», и, вдохновлённый историей, изобразил акварелью главных персонажей на обороте листов с машинописным текстом. Иллюстрации получились настолько удачными, что писатель решил опубликовать их вместе с текстом. Полные юмора акварели Карибэ прекрасно отображают иронию писателя.
Впервые сказка «Полосатый Кот и Ласточка Синья» была издана в Бразилии в Рио-де-Жанейро в 1976 году. В том же году опубликована в Лондоне на английском языке. На языке оригинала выходила в Португалии. Переведена на галисийский, греческий, гуарани, испанский, итальянский, немецкий, русский (дважды), турецкий, финский, французский, японский языки.
Произведение послужило основой для балетной и театральной постановок. В 2013 году детский спектакль «История любви Полосатого Кота и сеньориты Ласточки» белорусского режиссёра Александра Абрамовича был показан в рамках XIV Международного «Брянцевского фестиваля» в ТЮЗе.
По мнению Е. И. Беляковой, данное произведение Амаду «„докризисного“ периода не уступает в художественном мастерстве его поздним работам. Уже в этой сказке мы найдем полностью сложившимся несравненный амадовский стиль, изящный и ироничный, коим будем наслаждаться в „Доне Флор“ и „Лавке чудес“». В то время как Полосатый Кот обрёл вечный покой в объятиях Гремучей Змеи, герои некоторых будущих произведений искали смерти в объятиях моря. Сказка представляет собой своего рода исследование о невозможности любви между людьми разных социальных групп. В дальнейшем творчестве скептическое отношение Амаду к фрейдизму, размышления о моногамии и полигамии, институтах брака и семьи гораздо шире воплотились в «Доне Флор».

## Персонажи
- Полосатый Кот (O Gato Malhado)
- Сеньорита Ласточка — в переводе Л. Э. Бреверн[6]
  - Ласточка Синья́ (A Andorinha Sinhá) — в переводе Е. И. Беляковой[2], где Sinhá стало именем ласточки от сокращённого Senhorita
- Старая Сова (A Velha Coruja), крёстная Ласточки
- Преподобный Попугай (O Reverendo Papagaio), преподаватель закона божьего
- Комолая Корова Рашель Пусио (A Vaca Mocha), аргентинских кровей, порой переходит на испанский язык
- Отец Ласточки (O Pai Andorinha)
- Мать Ласточки (A Mãe Andorinha)
- Соловей (O Rouxinol) — преподаватель пения, жених Ласточки; у Беляковой — «знаменитый трубадур»[2]
- Жаба Куруру (O Sapo Cururu) — академик, профессор социологии, доктор философии, профессор лингвистики
- Наседка Карижо́[7] (A Galinha Carijó от порт. carijós карижо́с — индейцы, относящиеся к группе гуарани)
  - Пёстрая Курица — в переводе Е. И. Беляковой[2]
- Гремучая Змея (A Cobra Cascavel)
- А также Заря, Время, Ветер, Ночь, Солнце, Весна; различные животные и птицы, растения и деревья парка.

## Мораль
В ходе развития повествования с Полосатым Котом происходят метаморфозы: с приходом Весны меняется его внешний и внутренний облик, из наводящего трепет на всех обитателей парка злодея и Страшилы по изначальной оценке Ласточки от избытка любовных чувств он превращается в приветливого поэта сочинившего сонет. Роковая непреодолимость видовых границ, когда «Ласточка не может выйти замуж за Кота», приводит, очевидно, к трагической гибели заглавного героя в тёмных углах парка. Мораль «Истории о Коте и Ласточке» адресована не только детям, но и взрослым — автор призывает к более чуткому отношению к представителям иных сословий и этносов, к преодолению лицемерия и коварства.

## Переводы на русский язык
Первый перевод на русский язык был опубликован Лилианой Бреверн в 1980 году в журнале «Иностранная литература»; переиздавался в собраниях сочинений Амаду (1982, том 2, с. 551—581; 1987, том 3, с. 443—470). В 2012 году к столетию со дня рождения писателя повторно издан с иллюстрациями бразильского художника Карибэ из первого издания 1976 года на языке оригинала.
- Амаду Ж. История любви Полосатого кота и сеньориты Ласточки = O Gato Malhado e a Andorinha Sinhá: Uma História de Amor / Пер. с португ. Л. Э. Бреверн // Иностранная литература : Литературно-художественный журнал. — М., 1980. — С. 205—217. — ISSN 0130-6545.
- Амаду Ж. История любви Полосатого кота и сеньориты Ласточки : Сказка для взрослых детей = O Gato Malhado e a Andorinha Sinhá: Uma história de amor / Пер. с португ. Лилианы Бреверн; ил. Карибе. — двуязычное издание на русском и португальском языках. — М. : Центр книги Рудомино, 2012. — 176 с. — 1500 экз. — ISBN 978-5-7380-0406-3.

Перевод Е. И. Беляковой впервые был издан в 1999 году, повторно в 2002 и 2010 годах:
- Амаду Ж. Полосатый Кот и Ласточка Синья (История одной любви) = O Gato Malhado e a Andorinha Sinhá: Uma História de Amor / Пер. с португ. Е. И. Беляковой // Воскресенский проспект : Литературно-художественный альманах. — Череповец : ЧГУ, 1999. — С. 118—140.
- Амаду Ж. Полосатый Кот и Ласточка Синья : история одной любви = O Gato Malhado e a Andorinha Sinhá: Uma História de Amor / Пер. с португ. Е. И. Беляковой // Роман-журнал 21 век. — 2002. — С. 64—75.
- Амаду Ж. Полосатый Кот и Ласточка Синья (История одной любви) = O Gato Malhado e a Andorinha Sinhá: Uma História de Amor : Приложение / Пер. с португ. Е. И. Беляковой // «Русский» Амаду и бразильская литература в России / Белякова Е. И. — М. : Институт Латинской Америки РАН, 2010. — 224 с. — 400 экз. — ISBN 978-5-201-05456-4.